# The Wombats
The Wombats je tříčlenná norsko-anglická indie rocková skupina založená v roce 2003.
Mezi její členy patří Matthew Murphy (zpěv, kytara, klávesy), Dan Haggis (bicí, pomocné vokály) a Tord Øverland-Knudsen, který pochází z Norska, ale žije společně s kapelou v Liverpoolu. Členové kapely se potkali při studiích na vysoké škole v Liverpoolu zvané Liverpool Institute for Performing Arts. Díky možnostem, který tento institut nabízí si zahráli např. v Číně před 20 000 diváky.
Doposud vydali čtyři alba – Girls, Boys and Marsupials, které vyšlo pouze v Japonsku a The Wombats Proudly Present: A Guide to Love, Loss & Desperation, This Modern Glitch a Glitterbug. Jejich debut především díky singlům „Kill the Director", „Moving to New York" a „Let's Dance to Joy Division" zaznamenalo poměrně velký úspěch, když bodovalo 11. místem v britské albové hitparádě. „Jejich rozverný a hravý indie rock sice není nijak originální, zato však disponují schopnostmi napsat hit a dostat ho poměrně nenásilnou cestou do rádií. Je to stejně koncentrovaná pozitivní energie, jako když Kaiser Chiefs vydali svůj Employment", napsal o nich časopis Filter.
Jejich zatím poslední nahrávkou je deska Glitterbug.

## Diskografie

### Studiová alba
- 2006: Girls, Boys and Marsupials (vyšlo pouze v Japonsku)
- 2007: The Wombats Proudly Present: A Guide to Love, Loss & Desperation
- 2011: This Modern Glitch
- 2015: Glitterbug
- 2018: Beautiful People Will Ruin Your Life

### EP
- 2008: The Wombats EP (vyšlo pouze v USA)

### Singly
- 2007: „Kill the Director"
- 2007: „Let's Dance to Joy Division"
- 2008: „Moving to New York"
- 2008: „Backfire at the Disco"